# 莎龙·范劳文达尔
莎龙·范劳文达尔（荷蘭語：Sharon van Rouwendaal，1993年9月9日—）生于巴恩，是一名荷兰女子自由泳运动员，主攻中长距离自由泳。她小时候在苏斯特长大，后来随父母移居至法国，并在那里训练。在法国居住数年后，当地的教练要求她代表法国参赛，她拒绝了这一要求，并于2009年移居至埃因霍温。